# Kramatorsk
Kramatorsk (ukrajinsky Краматорськ; rusky Краматорск) je průmyslové město v Donbasu na východní Ukrajině. Leží na severu Doněcké oblasti na řece Kazennyj Torec (přítok Severního Doňce), zhruba 100 km severně od Doněcku. K 1. lednu 2022 zde žilo 147 145 obyvatel (s obcemi spadajícími pod Kramatorskou městskou radu celkem přes 200 000). Od října 2014 je správním centrem Doněcké oblasti, která zůstala pod ukrajinskou kontrolou.

## Geografie
Kramatorsk a přilehlé obce leží v údolí řeky Kazennyj Torec a jeho přítoků, obklopené kopci, mezi kterými jsou rokle. Nejnižší nadmořská výška 60 metrů je v obci Jasnogorka. Na březích řeky a jejích přítoků při obci Biljanka se vypínaly strmé svahy Křídové hory (Крейдяна гора), nyní zčásti deformované dlouhodobou těžbou. Hranice města leží v nejvyšších nadmořských výškách od 177,3 m do 199,1 m ve vesnici Vasylivska Pustoš.

## Historie
Sídlo vzniklo roku 1868 při tehdy budované železniční stanici. Současný název se vyvinul z původních verzí Krom-Torskij (Кром-Торський) a Kram-na-Tori (Крам-на-Торі). Vznik prvních obcí oblasti dnešní Kramatorské aglomerace od druhé poloviny 19. století zapříčinila potřeba pracovních sil při těžbě křídy, keramické hlína okrového zbarvení a pískovce (na písek i na stavební kámen), které se dosud zpracovávají ve zdejších závodech. Vzácnější je alabastr (sádrovec drahokamové odrůdy). Těžba si vyžádala zbudování železniční trati.
Již v roce 1887 zde založila belgická akciová společnost W. Sterzer a synové první strojírenský podnik. Roku 1892 otevřeli němečtí podnikatelé Fitzner a Gamper první strojírnu, v roce 1898 slévárnu oceli a železné litiny. Strojírny dodávaly zařízení pro hutní provozy a uhelné doly. V dílnách se opravovaly i lokomotivy a železniční vagóny. V roce 1917 se výroba zastavila a byla obnovena v roce 1920. V roce 1926 získal Kramatorsk statut sídla městského typu. V roce 1929 v rámci 1. pětiletky vznikl Novokramatorský závod těžkého strojírenství, který je v současnosti komplexem různých továren, po něm vznikl Starokramatorský závod.
Na začátku 20. století měl Kramatorsk přes 12 000 obyvatel, jednu nemocnici, dvě školy, poštu a šest kostelů. Město se postupně modernizovalo a mělo v předvečer první světové války mj. meziměstskou telefonní ústřednu, fotbalový klub a kino. Roku 1926 Kramatogorsk získal statut obce městského typu, městem byl prohlášen roku 1932. Postupně se stal důležitým průmyslovým centrem (především strojírenství) a železničním uzlem. Od roku 1928 je zde zavedena tramvajová a trolejbusová doprava.

## Ruská agrese 2014–2015

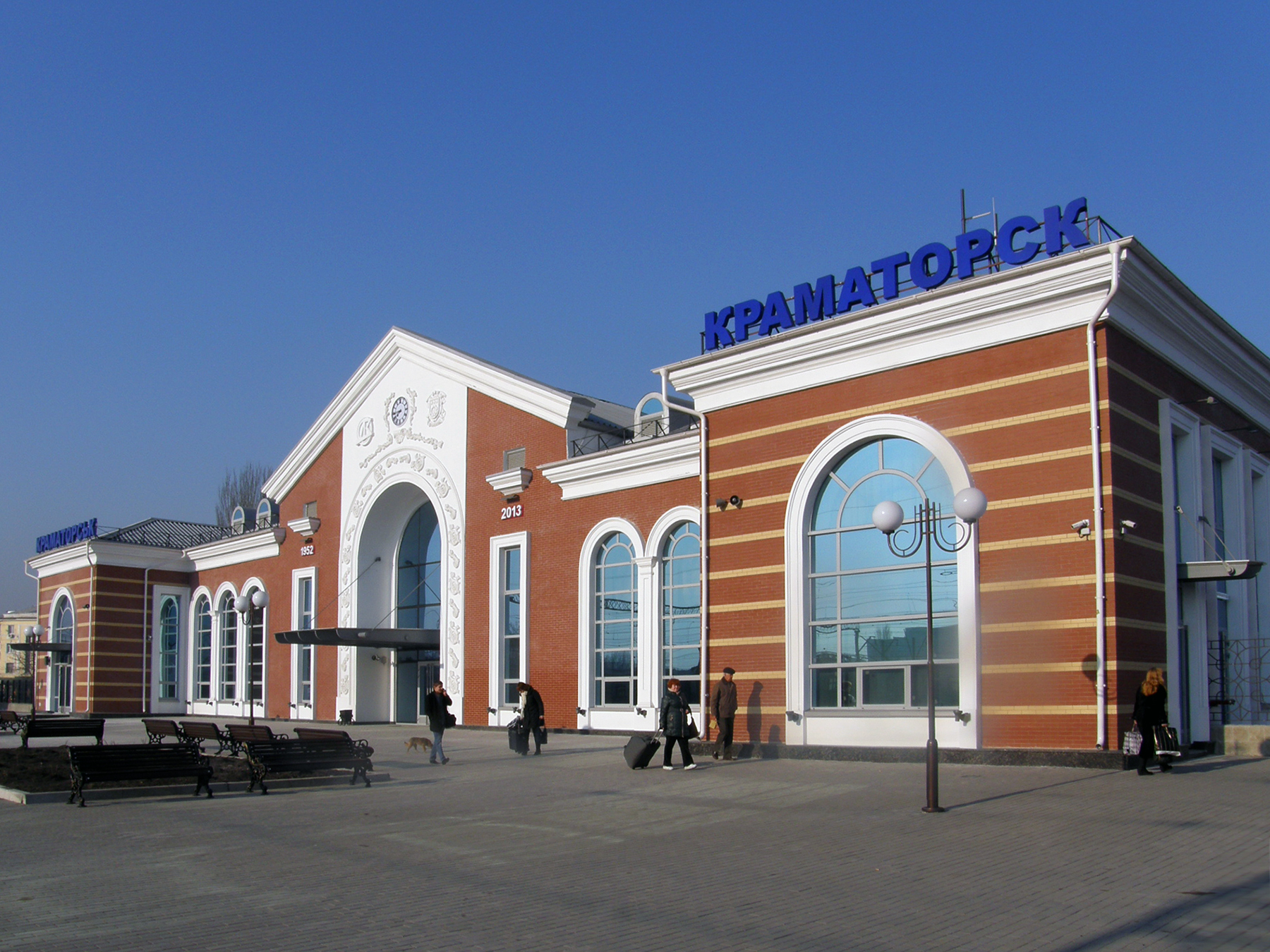
Železniční nádraží (2014)

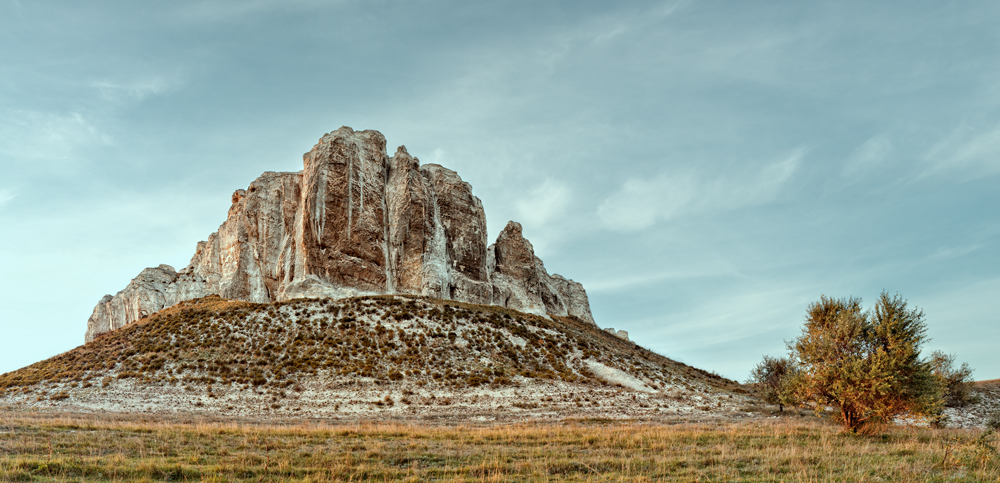
Skála u obce Belokuzminovka

Dne 12. dubna 2014 za války na východní Ukrajině obsadili ozbrojení proruští demonstranti místní radnici a policejní stanici. Po měsících bojů se však 5. července 2014 vojenské jednotky separatistů stáhly a umožnily návrat ukrajinské vojenské posádky i obyvatel. 7. února 2015 ruská střela Tornádo, vypálená od hranic z obce Gorlivka, zasáhla skupinu lidí, vyžádala si 15 mrtvých a nejméně 63 zraněných. Dne 10. února se uskutečnil raketový útok na Kramatorsk, kdy z území okupovaného tzv. DLR bylo odpáleno 32 rakety, z nichž 18 dopadly na obytné čtvrti města, zbytek zasáhl místní vojenské letiště. V důsledku ostřelování zahynulo 17 lidí, dalších 60 osob bylo zraněno. 1. května 2015 ukrajinští demonstranti strhli Leninův pomník.

## Ruská agrese 2022
Od čtvrtka 7. dubna 2022 čekaly na nádraží tisíce civilních obyvatel na evakuaci z důvodu ohrožení válečnou situací. Ruské rakety nádraží 8. dubna zasáhly. Zemřelo nejméně 50 lidí.
27. června 2023 v Kramatorsku Ozbrojené síly Ruské federace provedly raketový útok na restauraci a nákupní centrum kde se stravovali ukrajinští vojáci, při němž zahynulo 13 lidí, včetně 3 dětí, a dalších 56 osob utrpělo zranění.

## Obyvatelstvo
| 1898    | 1912    | 1926    | 1928    | 1933    | 1939    | 1959    |
| ------- | ------- | ------- | ------- | ------- | ------- | ------- |
| 12 000  | 12 000  | 12 000  | 12 300  | 78 000  | 94 000  | 115 000 |
| 1970    | 1979    | 1989    | 1994    | 2001    | 2005    | 2008    |
| 150 500 | 178 163 | 198 094 | 202 700 | 181 025 | 174 892 | 173 700 |
| 2022    |         |         |         |         |         |         |
| 147 145 |         |         |         |         |         |         |

## Hospodářství
Novokramatorský závod těžkého strojírenství je v současnosti komplexem různých továren, druhým největším výrobním podnikem je Starokramatorský závod.

## Památky
- Chrám sv. Pantelejmona ukrajinské pravoslavné církve Moskevského patriarchátu, největší ze čtyř chrámů
- Chrám řecké ortodoxní církve
- Dům kultury a techniky Novokramatorského strojírenského závodu (1950–1965, architekt D. M. Batalov)
- Pomníky: obelisk obětem nacismu z let 1941–19̈43, Pomník vojákům Rudé armády z roku 1945 v podobě tanku, Pomník herci Leonidu Bykovovi (1928–1979), který se ve městě narodil.